# Linia kolejowa nr 457
Linia kolejowa nr 457 – pierwszorzędna, jednotorowa, zelektryfikowana linia kolejowa łącząca rozjazd nr 22 z rozjazdem nr 51 na przystanku osobowym i posterunku odgałęźnym Warszawa Włochy.
Kilometraż linii w miejscu, gdzie rozpoczyna swój bieg, pokrywa się z kilometrażem linii kolejowej Grodzisk Mazowiecki – Warszawa Zachodnia, a w miejscu, gdzie kończy swój bieg, z kilometrażem linii kolejowej Warszawa Zachodnia – Kunowice.